# .tt
.tt és el domini de primer nivell territorial (ccTLD) de Trinitat i Tobago.
El TTNIC permet de fer registres directament sota tt per a dominis de segon nivell, i, per al tercer, sota els següents dominis: co.tt, com.tt, org.tt, net.tt, biz.tt, info.tt, pro.tt, int.tt, coop.tt, jobs.tt, mobi.tt, travel.tt, museum.tt, aero.tt, cat.tt, tel.tt i name.tt. El registre, sota aquests dominis, no té cap restricció, i no requereix que els sol·licitants tinguin presència física a Trinitat i Tobago. No obstant, els que tenen adreça estrangera han de pagar el doble.
A part, hi ha el subdomini mil.tt, que està restringit a entitats de l'exèrcit de Trinitat i Tobago, edu.tt, que és un registre per a institucions educatives de Trinitat i Tobago, i gov.tt reservat per a agències del govern.
El joc de paraules més notable que s'ha fet amb aquest domini és mi.tt, un abreujador d'URLs que va utilitzar Mitt Romney per a la campanya de les eleccions presidencials dels Estats Units de 2012.